# ミール (決済システム)
ミール（ロシア語: Мир、ラテン文字転写: Mir）は、ロシア連邦の決済システムの一種で、同名のクレジットカードやデビットカードも指す。
支払通貨はロシアのルーブルで行われる。当座貸越に対応したクレジットカードやデビットカードの利用もできる。
このシステムの運営主体は国民決済カードシステム（Национальная система платёжных карт）である。決済規模はロシアの決済システム市場のうち、全カード発行枚数の約32.3％、全カード取引量の約25.2％（2021年12月時点）を占めている。2022年6月時点で、すでに1億2900万枚以上が発行されている。
2021年6月の「Сколково」の調査によると、ロシア連邦の人口における普及率でミールはVisaとマスターカードを追い抜き、42％の回答者がすでにこのシステムのカードを主要なカードとして持っていると回答した。

## 履歴
2014年7月23日に設立された国民決済カードシステム（НСПК）、2015年4月に国民決済システムの名称と商標の最優秀作品を決める全ロシア創作コンクールが発表され、ロシアの決済システムは「ミール」と名付けられ、商標は地球儀が描かれたものになった。
2022年1月、ロシアの大手小売業ワイルドベリーズは、2021年のミールカードによる決済の割合がVisaやマスターカードといった競合他社を上回ったと報告した。
НСПКは、マスターカード、中国銀聯、JCB、アメリカン・エキスプレスと複数の共同契約を締結し、ロシアの基盤ではミールカードとして、海外ではそれぞれの決済システムのカードとして機能する共同カードを発行している。ミールマエストロ提携カードはすでに発行されていて、「ミール」JCBカードは2016年8月から、「ミール」銀聯カードは2017年7月から発行されている。
2017年7月にロシアでは「ArCa」アルメニアカード、アルメニアではロシアの「ミール」カードが2017年7月に発売された。
2022年現在、対ロシア制裁、および一部の決済システムのロシア連邦からの離脱により、多くの共同契約は事実上無効となっている。ただし、中国銀聯と旧ソ連のシステムは例外である。

## 参加主体と普及
ロシアにて
ロシアではミールカードはどのATMでも手数料なしで再入金することができる。また、ロシア国内のすべてのPOS端末で、例外なく利用可能なカードである。
ミールカードは、Androidスマートフォンに接続し、モバイル決済システムミールペイ、Samsung Pay、SberPayで使用可能（2021年6月7日以降）、2021年7月20日から2022年3月まで、スマートフォンApple Payによるキャッシュレス決済サービスにミール決済システムのカードが追加できるようになった。
ロシア国内のすべての決済アプリケーションは、2023年10月までにミールカードと統合することが義務付けられている。
決済システム自体も常に様々なキャンペーンを行い、様々な参加者に割引を提供している。
海外にて
ミール決済システムは、以下の国々でサービスを提供している（2022年6月時点）。
- ATMでお金を引き出したり、国内の商品やサービスの代金を支払うことが可能
  - アブハジア
  - 南オセチア
- 現地のユーラシア経済連合の決済システムへのサービス提供のための相互協定の原則による国
  - アルメニア
  - ベラルーシ
  - キルギス
  - ベトナム